# Liste des albums musicaux numéro un au Billboard 200 en 1972
Cette page liste les albums musicaux ayant eu le plus de succès au cours de l'année 1972 aux États-Unis d'après le magazine Billboard.

## Historique
| Date         | Artiste(s)                        | Titre              | Référence |
| ------------ | --------------------------------- | ------------------ | --------- |
| 1er janvier  | Carole King                       | Music              |           |
| 8 janvier    | Carole King                       | Music              |           |
| 15 janvier   | Carole King                       | Music              |           |
| 22 janvier   | Don McLean                        | American Pie       |           |
| 29 janvier   | Don McLean                        | American Pie       |           |
| 5 février    | Don McLean                        | American Pie       |           |
| 12 février   | Don McLean                        | American Pie       |           |
| 19 février   | Don McLean                        | American Pie       |           |
| 26 février   | Don McLean                        | American Pie       |           |
| 4 mars       | Don McLean                        | American Pie       |           |
| 11 mars      | Neil Young                        | Harvest            |           |
| 18 mars      | Neil Young                        | Harvest            |           |
| 25 mars      | America                           | America            |           |
| 1er avril    | America                           | America            |           |
| 8 avril      | America                           | America            |           |
| 15 avril     | America                           | America            |           |
| 22 avril     | America                           | America            |           |
| 29 avril     | Roberta Flack                     | First Take         |           |
| 6 mai        | Roberta Flack                     | First Take         |           |
| 13 mai       | Roberta Flack                     | First Take         |           |
| 20 mai       | Roberta Flack                     | First Take         |           |
| 27 mai       | Roberta Flack                     | First Take         |           |
| 3 juin       | Jethro Tull                       | Thick as a Brick   |           |
| 10 juin      | Jethro Tull                       | Thick as a Brick   |           |
| 17 juin      | The Rolling Stones                | Exile on Main St.  |           |
| 24 juin      | The Rolling Stones                | Exile on Main St.  |           |
| 1er juillet  | The Rolling Stones                | Exile on Main St.  |           |
| 8 juillet    | The Rolling Stones                | Exile on Main St.  |           |
| 15 juillet   | Elton John                        | Honky Château      |           |
| 22 juillet   | Elton John                        | Honky Château      |           |
| 29 juillet   | Elton John                        | Honky Château      |           |
| 5 août       | Elton John                        | Honky Château      |           |
| 12 août      | Elton John                        | Honky Château      |           |
| 19 août      | Chicago                           | Chicago V          |           |
| 26 août      | Chicago                           | Chicago V          |           |
| 2 septembre  | Chicago                           | Chicago V          |           |
| 9 septembre  | Chicago                           | Chicago V          |           |
| 16 septembre | Chicago                           | Chicago V          |           |
| 23 septembre | Chicago                           | Chicago V          |           |
| 30 septembre | Chicago                           | Chicago V          |           |
| 7 octobre    | Chicago                           | Chicago V          |           |
| 14 octobre   | Chicago                           | Chicago V          |           |
| 21 octobre   | Curtis Mayfield / Bande originale | Super Fly          |           |
| 28 octobre   | Curtis Mayfield / Bande originale | Super Fly          |           |
| 4 novembre   | Curtis Mayfield / Bande originale | Super Fly          |           |
| 11 novembre  | Curtis Mayfield / Bande originale | Super Fly          |           |
| 18 novembre  | Cat Stevens                       | Catch Bull at Four |           |
| 25 novembre  | Cat Stevens                       | Catch Bull at Four |           |
| 2 décembre   | Cat Stevens                       | Catch Bull at Four |           |
| 9 décembre   | The Moody Blues                   | Seventh Sojourn    |           |
| 16 décembre  | The Moody Blues                   | Seventh Sojourn    |           |
| 23 décembre  | The Moody Blues                   | Seventh Sojourn    |           |
| 30 décembre  | The Moody Blues                   | Seventh Sojourn    |           |